# Olga Boerjakina
Olga Valentinovna Garmejster (Russisch: Ольга Валентиновна Гармайстер; eerste huwelijk: Бурякина; Boerjakina; meisjesnaam: Ерофеева; Jerofejeva) (Moskou, 17 maart 1958) is een voormalig basketbalspeelster die uitkwam voor het nationale basketbalteam van de Sovjet-Unie. Ze werd Meester in de sport van de Sovjet-Unie, Internationale Klasse in 1978 en Meester in de sport van de Sovjet Unie in 1983.

## Carrière
Boerjakina speelde haar hele carrière voor CSKA Moskou van 1975 tot 1988. Ze werd in 1985 Landskampioen van de Sovjet-Unie. Ze werd tweede in 1983, 1984 en 1988. Derde werd ze in 1980, 1986 en 1987. Met CSKA won ze één keer de Ronchetti Cup. Ze wonnen de finale in 1985 van SISV Bata Viterbo uit Italië met 76-64.
Met de Sovjet-Unie won Boerjakina een bronzen medaille op de Olympische Spelen in 1988. Ook won ze goud op het Wereldkampioenschap in 1983. Boerjakina won zes keer goud op het Europees Kampioenschap in 1978, 1980, 1981, 1983, 1985 en 1987. In 1984 won ze goud op de Vriendschapsspelen, en toernooi dat werd gehouden voor landen die de Olympische Spelen van 1984 boycotte. In 1986 won ze als aanvoerder van het team zilver op de Goodwill Games. In 1988 stopte ze met basketbal.
Ze is afgestudeerd aan de Russische Sportuniversiteit "GTSOLIFK" in Moskou.

## Privé
Zij was de vrouw van de Sovjet-volleybalspeler Konstantin Pavlovitsj Boerjakin (geboren 1960).

## Erelijst
- Landskampioen Sovjet-Unie: 1
  - Winnaar: 1985
  - Tweede: 1983, 1984, 1988
  - Derde: 1980, 1986, 1987
- Ronchetti Cup: 1
  - Winnaar: 1985
- Olympische Spelen:
  - Brons: 1988
- Wereldkampioenschap: 1
  - Goud: 1983
- Europees Kampioenschap: 6
  - Goud: 1978, 1980, 1981, 1983, 1985, 1987
- Vriendschapsspelen: 1
  - Goud: 1984
- Goodwill Games:
  - Zilver: 1986